# Effet Rashba
L'effet Rashba, aussi appelé effet Bychkov-Rashba, est un phénomène de séparation des bandes de spin dépendant de l'impulsion dans les cristaux massifs et les systèmes de matière condensée de basse dimension, comme les hétérostructures et les états de surface. Cette séparation est similaire à celle des particules et antiparticules dans l'hamiltonien de Dirac. Elle résulte de la combinaison de l'interaction spin-orbite et d’une asymétrie du potentiel cristallin, particulièrement dans la direction perpendiculaire au plan bidimensionnel (pour les surfaces et les hétérostructures). Cet effet porte le nom d'Emmanuel Rashba, qui l'a découvert avec Valentin I. Sheka en 1959 pour les systèmes tridimensionnels, puis avec Yurii A. Bychkov en 1984 pour les systèmes bidimensionnels.
Cet effet engendre une grande variété de nouveaux phénomènes physiques, notamment la manipulation des spins électroniques par des champs électriques, bien qu'en apparence il ne provienne que d'une faible correction de la structure de bande de l'état métallique bidimensionnel. Un exemple de phénomène physique explicable par le modèle de Rashba est la magnétorésistance anisotrope (AMR).
De plus, les supraconducteurs avec une grande séparation de Rashba sont suggérés comme des réalisations possibles de l'état spéculatif de Fulde-Ferrell-Larkin-Ovchinnikov (FFLO), des fermions de Majorana et des supraconducteurs topologiques à onde p.
Récemment et au-delà des matériaux usuels, un couplage pseudo spin-orbital dépendant de l'impulsion a été réalisé dans des systèmes d'atomes froids.

## Hamiltonien
L'effet Rashba est plus facilement mis en évidence dans le modèle hamiltonien simple connu sous le nom d'hamiltonien de Rashba
{\displaystyle H_{\rm {R}}=\alpha ({\hat {z}}\times \mathbf {p} )\cdot {\boldsymbol {\sigma }}},
où {\displaystyle \alpha } est le couplage Rashba, {\displaystyle \mathbf {p} } est la quantité de mouvement et {\displaystyle {\boldsymbol {\sigma }}} est la matrice vecteur de Pauli. Il s'agit d'une version bidimensionnelle de l'hamiltonien de Dirac (avec une rotation de 90 degrés des spins, induite par les propriétés du produit mixte).
Le modèle de Rashba dans les solides peut être obtenu par la théorie des perturbations k·p ou bien dans l’approximation des liaisons fortes. Cependant, les spécificités de ces méthodes sont considérées comme fastidieuses et beaucoup préfèrent un modèle-jouet intuitif qui donne qualitativement la même physique (quantitativement, il donne une mauvaise estimation du couplage {\textstyle \alpha } ). Nous présenterons ici l’approche du modèle-jouet intuitif, suivie d’une esquisse de démonstration plus précise.

## Démonstration élémentaire
L'effet Rashba découle directement de la rupture de la symétrie d'inversion dans la direction perpendiculaire au plan bidimensionnel. Ainsi, un terme est ajouté à l'hamiltonien initial pour briser cette symétrie, sous la forme d'un champ électrique.
L'hamiltonien électrique est donné par :
{\displaystyle H_{\rm {E}}=-E_{0}ez}.
En raison des corrections relativistes, un électron se déplaçant à une vitesse v dans le champ électrique subira un champ magnétique effectif B :
{\displaystyle \mathbf {B} =-(\mathbf {v} \times \mathbf {E} )/c^{2}},
où c est la vitesse de la lumière. Ce champ magnétique interagit avec le spin de l'électron selon un terme spin-orbite :
{\displaystyle H_{\mathrm {SO} }={\frac {g\mu _{\rm {B}}}{2c^{2}}}(\mathbf {v} \times \mathbf {E} )\cdot {\boldsymbol {\sigma }}},
où {\displaystyle -g\mu _{\rm {B}}\mathbf {\sigma } /2} est le moment magnétique de l'électron.
Dans ce modèle simplifié, l'hamiltonien de Rashba est donc donné par :
{\displaystyle H_{\mathrm {R} }=-\alpha _{\rm {R}}({\hat {z}}\times \mathbf {p} )\cdot {\boldsymbol {\sigma }}},
où {\displaystyle \alpha _{\rm {R}}=-{\frac {g\mu _{\rm {B}}E_{0}}{2mc^{2}}}}. Cependant, ce « modèle jouet » n'est que superficiellement attrayant. Le théorème d'Ehrenfest suggère que, puisque le mouvement électronique dans la direction z est celui d'un état lié le confinant sur la surface, le champ électrique moyenné dans l'espace subi par l'électron doit être nul. Appliqué à ce modèle, cet argument semble exclure l'effet Rashba, mais s'avère incorrect lorsqu'il est appliqué à un modèle plus réaliste.
En effet, bien que la démonstration élémentaire fournisse une forme analytique correcte de l'hamiltonien de Rashba, elle est incohérente puisque l'effet provient d'une superposition des bandes d'énergie plutôt que du terme intrabande du modèle élémentaire. Une approche cohérente explique l'importance de l'effet en utilisant un dénominateur différent : au lieu de l'écart de Dirac de mc² du modèle élémentaire, qui est de l'ordre du MeV, l'approche cohérente comprend une combinaison appropriée de divisions dans les bandes d'énergie du cristal, qui ont plutôt une échelle d'énergie de l'ordre de l'eV.

## Estimation du couplage de Rashba dans un système réaliste – l'approche par liaisons fortes
Nous allons esquisser une méthode pour estimer la constante de couplage {\displaystyle \alpha }, à partir de données microscopiques dans un modèle de liaisons fortes. Généralement, les électrons itinérants formant le gaz d'électrons bidimensionnel (2DEG) proviennent d'orbitales atomiques s et p. Par souci de simplicité, considérons uniquement des trous dans la bande {\displaystyle p_{z}}. Dans cette image, les électrons remplissent tous les états p à l'exception de quelques trous près du centre de zone {\displaystyle \Gamma }.
Les ingrédients nécessaires pour obtenir l'effet Rashba sont le couplage spin-orbite atomique
{\displaystyle H_{\mathrm {SO} }=\Delta _{\mathrm {SO} }\mathbf {L} \otimes {\boldsymbol {\sigma }}},
et un potentiel asymétrique dans la direction perpendiculaire à la surface 2D
{\displaystyle H_{E}=E_{0}\,z}.
L'effet principal de ce potentiel est de briser la symétrie et d'ouvrir une bande interdite {\displaystyle \Delta _{\mathrm {BG} }} entre la bande isotrope {\displaystyle p_{z}} et les bandes {\displaystyle p_{x}}, {\displaystyle p_{y}}. L'effet secondaire de ce potentiel est d'hybrider les bandes {\displaystyle p_{z}} avec les bandes {\displaystyle p_{x}} et {\displaystyle p_{y}}. Cette hybridation peut être comprise dans une approximation en liaisons fortes. L'intégrale de saut d'un état {\displaystyle p_{z}} sur le site {\displaystyle i} avec un spin {\displaystyle \sigma } à un état {\displaystyle p_{x}} ou {\displaystyle p_{y}} localisé au site j avec spin {\displaystyle \sigma '} est donné par le terme
{\displaystyle t_{ij;\sigma \sigma '}^{x,y}=\langle p_{z},i;\sigma |H|p_{x,y},j;\sigma '\rangle },
où {\displaystyle H} est l'hamiltonien total. En l'absence d'un champ brisant la symétrie, c'est-à-dire lorsque {\displaystyle H_{E}=0}, l'intégrale de saut disparaît en raison de la symétrie. Si {\displaystyle H_{E}\neq 0} alors l’intégrale de saut est finie. Par exemple, l’intégrale de saut la plus proche est
{\displaystyle t_{\sigma \sigma '}^{x,y}=E_{0}\langle p_{z},i;\sigma |z|p_{x,y},i+1_{x,y};\sigma '\rangle =t_{0}\,\mathrm {sgn} (1_{x,y})\delta _{\sigma \sigma '}},
où {\displaystyle 1_{x,y}} représente la distance unitaire dans la direction {\displaystyle x,y} respectivement et {\displaystyle \delta _{\sigma \sigma '}} est le delta de Kronecker.
L'effet Rashba peut être compris comme une théorie de perturbation du second ordre dans laquelle, par exemple, un trou de spin-up saute d'un état {\displaystyle |p_{z},i;\uparrow \rangle } à un état {\displaystyle |p_{x,y},i+1_{x,y};\uparrow \rangle } avec amplitude {\displaystyle t_{0}}, puis utilise ensuite le couplage spin-orbite pour inverser son spin et revenir à l'état {\displaystyle |p_{z},i+1_{x,y};\downarrow \rangle } avec amplitude {\displaystyle \Delta _{\mathrm {SO} }}. Globalement, le trou a sauté d'un site et inversé son spin. Le dénominateur énergétique dans cette image en perturbation est bien sûr {\displaystyle \Delta _{\mathrm {BG} }}, de telle sorte que lorsque tout est ensemble nous avons
{\displaystyle \alpha \approx {a\,t_{0}\,\Delta _{\mathrm {SO} } \over \Delta _{\mathrm {BG} }}},
où {\displaystyle a} est la distance interatomique. Ce résultat est généralement supérieur de plusieurs ordres de grandeur au résultat élémentaire obtenu dans la section précédente.

## Applications
Spintronique – Les appareils électroniques fonctionnent en contrôlant la position des électrons à l'aide de champs électriques. De même, certains appareils peuvent exploiter le spin des électrons. L'effet Rashba permet de manipuler ce spin sans utiliser de champ magnétique. Ces dispositifs offrent donc plusieurs avantages par rapport aux appareils électroniques traditionnels.
Calcul quantique topologique - Récemment, il a été suggéré que l'effet Rashba peut être utilisé pour réaliser un supraconducteur à onde p., Un tel supraconducteur possède des états de bord très spéciaux, appelés états liés de Majorana. La non-localité les immunise contre la diffusion locale et il est donc prévu qu'ils aient des temps de cohérence longs. La décohérence est l'un des plus grands obstacles à la réalisation d'un ordinateur quantique à grande échelle et ces états immunisés sont donc considérés comme de bons candidats pour un bit quantique.
La découverte de l'effet Rashba géant avec {\displaystyle \alpha } d'environ 5 eV•Å dans des cristaux massifs tels que BiTeI, GeTe ferroélectrique, et dans un certain nombre de systèmes de faible dimension, promet de créer des dispositifs exploitant des spins d'électrons à l'échelle nanométrique et possédant des temps de fonctionnement courts.

## Comparaison avec le couplage spin-orbite de Dresselhaus
Le couplage spin-orbite de Rashba est caractéristique des systèmes à symétrie uni-axiale, comme les cristaux hexagonaux de CdS et CdSe, où il a été initialement observé, ainsi que les pérovskites et les hétérostructures. Dans ces dernières, il apparaît en raison d'un champ de brisure de symétrie perpendiculaire à la surface 2D. Aucun de ces systèmes ne possède de symétrie d'inversion. Un effet comparable, appelé couplage spin-orbite de Dresselhaus, se manifeste dans les cristaux cubiques de type AIIIBV sans symétrie d'inversion et dans les puits quantiques qui en sont issus.

## Lectures complémentaires
- Junhao Chu et Arden Sher, Device Physics of Narrow Gap Semiconductors, Springer, 2009, 328–334 p. (ISBN 978-1-4419-1039-4)
- Detlef Heitmann, Quantum Materials, Lateral Semiconductor Nanostructures, Hybrid Systems and Nanocrystals, Springer, 2010, 307–309 p. (ISBN 978-3-642-10552-4)
- A. Manchon, H. C. Koo, J. Nitta, S. M. Frolov, and R. A. Duine, New perspectives for Rashba spin–orbit coupling, Nature Materials 14, 871-882 (2015), http://www.nature.com/nmat/journal/v14/n9/pdf/nmat4360.pdf, stacks.iop.org/NJP/17/050202/mmedia
- http://blog.physicsworld.com/2015/06/02/breathing-new-life-into-the-rashba-effect/
- E. I. Rashba and V. I. Sheka, Electric-Dipole Spin-Resonances, in: Landau Level Spectroscopy, (North Holland, Amsterdam) 1991, p. 131; https://arxiv.org/abs/1812.01721
- Rashba, « Spin Dynamics and Spin Transport », Journal of Superconductivity, vol. 18, no 2,‎ 2005, p. 137–144 (DOI 10.1007/s10948-005-3349-8, Bibcode 2005JSup...18..137R, arXiv cond-mat/0408119, S2CID 55016414)